# 1800
1800 (MDCCC) a fost un an bisect al calendarului gregorian, care a început într-o zi de marți.

## Evenimente

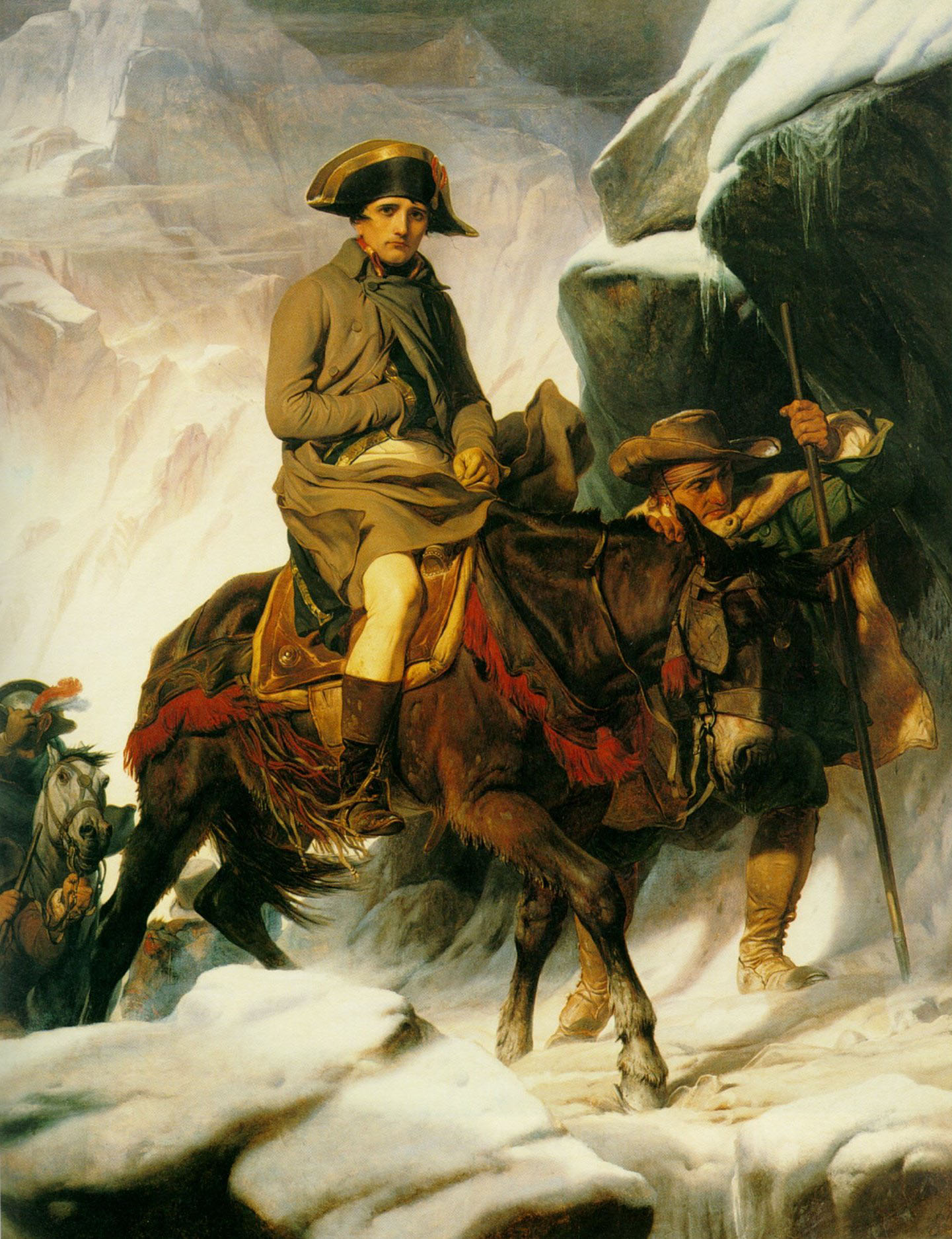
15 mai: Napoleon Bonaparte traverseză Alpii

### Martie
- 14 martie: Cardinalul Barnaba Chiaramonti este ales al 251-lea papă sub numele de Pius al VII-lea.

### Aprilie
- 24 aprilie: Este înființată Biblioteca Congresului Statelor Unite ale Americii.

### Mai
- 15 mai: Napoleon Bonaparte traversează Alpii și invadează Italia.

### Iunie
- 14 iunie: Bătălia de la Marengo. Victorie a lui Napoleon împotriva Austriei.

### Noiembrie
- 1 noiembrie: Președintele american John Adams devine primul președinte care locuiește la Executive Mansion (mai târziu redenumită Casa Albă).

### Decembrie
- 3 decembrie: Bătălia de la Hohenlinden. Trupele franceze înving trupele germane.

### Nedatate
- Invenția pilei electrice de către fizicianul italian Alessandro Volta; prima baterie electrochimică.
- Populația globului atinge aproape 1 miliard de locuitori. Populația distribuită pe regiuni:
  - Asia: 635.000.000 (din care China: 300–400.000.000[1])
  - Europa: 203.000.000
  - Africa: 107.000.000
  - America Latină: 24.000,000
  - America de Nord: 7.000.000
  - Oceania: 2.000.000
- Țara Românească: Dr. Constandinache Caracaș, dr. Darvari și S. Filliti introduc vaccinul antivariolic, la numai doi ani de la publicarea lucrării de specialitate a lui Jenner și la numai un an de la prima vaccinare de la Viena.

## Nașteri
- 7 ianuarie: Millard Fillmore, al 12-lea și al 13-lea președinte al SUA (1849-1853), (d. 1874)
- 2 februarie: Sándor Abday, scriitor, actor și dramaturg maghiar (d. 1882)
- 9 februarie: Joseph von Führich, pictor austriac (d. 1876)
- 16 martie: Ninkō, împărat al Japoniei (d. 1846)
- 13 aprilie: Prințesa Elisabeta de Savoia (d. 1856)
- 31 iulie: Friedrich Wöhler, chimist german (d. 1882)
- 4 septembrie: Pauline Therese de Württemberg, soția regelui Wilhelm I de Württemberg (d. 1873)
- 15 septembrie: Paul Friedrich, Mare Duce de Mecklenburg-Schwerin (d. 1842)
- 25 octombrie: Thomas Babington Macaulay, poet, istoric și politician liberal englez (d. 1859)
- 21 decembrie: Prințesa Louise de Saxa-Gotha-Altenburg, mama Prințului Consort Albert al Marii Britanii (d. 1831)

## Decese
- 9 ianuarie: Jean-Étienne Championnet (n. Jean-Étienne Vachier), 37 ani, general francez (n. 1762)
- 27 februarie: Marie Adélaïde a Franței, 67 ani, fiica regelui Ludovic al XV-lea al Franței (n. 1732)
- 25 aprilie: William Cowper, 68 ani, poet englez (n. 1731)
- 7 mai: Jean Baptiste Vallin de la Mothe, 71 ani, arhitect francez (n.1728)
- 14 iulie: Lorenzo Mascheroni, 50 ani, matematician italian (n. 1750)
- 8 septembrie: Ernst Frederick, Duce de Saxa-Coburg-Saalfeld, 76 ani (n. 1724)
- 10 septembrie: Jakuchū Itō, 84 ani, pictor japonez (n. 1716)
- 29 septembrie: Michael Denis (n. Johann Nepomuk Cosmas Michael Denis), 71 ani, poet austriac (n. 1729)